# Gug
Gug er en bydel i det sydlige Aalborg, beliggende 4 km syd for Aalborg Centrum. Der er 13.092 indbyggere i Gug (2009). I den nordlige del af Gug ligger Grønlandskvarteret, mens den sydlige og sydøstlige del udgøres af Gug Øst.
I Gug ligger skolerne Seminarieskolen, Byplanvejens Skole, Filipskolen og Gug Skole samt sportsklubberne Gug Boldklub og B52.
Rapperne Niarn og Jonny Hefty, fodboldspilleren Kasper Kusk, DJ’en Soulshock, stand-up-komikeren Geo og politikeren Pernille Skipper er opvokset i Gug. Fodboldspilleren Lotta Ericson kommer også fra Gug.

## Historie

### Jernbanen
Gug havde station på Aalborg-Hadsund Jernbane (1900-1969). Efter at denne bane blev nedlagt, indgik sporet i havnebanen til Østhavnen. Limfjordsbanen, der er en afdeling af Dansk Jernbane-Klub, fik lov til at køre veterantog på banen, men den har været lukket midlertidigt siden starten af 2012. Stationsbygningen er bevaret på Vissevej 3C og benyttes som spejderhus.